# 태백산 석장승
태백산 석장승(太白山 石長丞)은 대한민국 강원특별자치도 태백시 소도동, 태백산맥으로 오르는 길 양쪽에 서 있는 2기의 돌장승이다. 1995년 3월 9일 강원도의 민속문화재 제4호로 지정되었다.
태백산 천제단의 천제신앙과 관련하여 태백산신의 수호신으로 태백산으로 올라가는 길목 양쪽에 위치하여 신성한 지역임을 표시하기 위해 세워졌다. 대개 나무로 깎아 만든 장승을 마을입구나 신성지역에 세워 표시하는 데 비해 돌로 만든 것이 특이하다. 길을 사이에 두고 왼쪽의 것이 천하대장군이고 오른쪽의 것이 지하여장군이다.

## 개요
태백산맥으로 오르는 길 양쪽에 서 있는 2기의 돌장승이다.
처음에는 북쪽으로 1.2km 떨어진 미루둔지에 있었는데, 40여년 전 태백산 망경사로 옮겼다가 다시 1987년 태백문화원의 주관하에 지금의 자리에 복원한 것이다. 복원과정에서 처음에는 없었던 자연석을 장승의 받침돌로 깔고, 장승의 몸체에 각각 천장(天將)과 지장(地將)이라 새겨 ‘천하대장군’과 ‘지하여장군’임을 표시하였다. 그러나 그 생김새가 일반 장승의 부리부리한 모습이라기보다는 온화하고 점잖은 모습이어서 문인석(文人石)이나 미륵상에 더 가까워 보인다.
길 왼쪽에 있는 천장은 50cm 높이의 넓직한 받침돌 위에 서 있는 길이 170cm, 둘레 130cm 크기이고, 반대편의 지장은 높이 80cm의 뭉툭한 받침돌 위에 길이 155cm, 둘레 135cm의 크기로 서 있다. 둘 다 화강암 재질로 많이 닳아있어서 지장의 얼굴 모습은 알아볼 수 없는 상태이지만 보존상태는 양호한 편이다.
지장의 주위에는 지금의 자리로 옮기면서 함께 세워놓은 솟대가 있는데, 꼭대기에 세 마리의 오리가 조각되어 있는 모습으로, 강원도 해안지방을 중심으로 하는 영동지역에서 주로 볼 수 있는 형태이다.
두 장승의 제작시기는 알 수 없으나, 하늘을 섬기는 천체신앙과 천신에게 제를 올리는 태백산 천제단과 관련하여 태백산신의 수호신상으로서의 구실을 하였고, 지장의 코가 많이 닳아있는 것으로 보아 마을 수호신의 대상이기도 하였음을 알 수 있다.

## 참고 자료
- 태백산석장승 - 국가유산청 국가유산포털